# Celtic Woman: The Greatest Journey
The Greatest Journey es el cuarto álbum de estudio del conjunto irlandés Celtic Woman lanzado el 28 de octubre de 2008. Se le ha llamado "Essential Collection" ("Colección Esencial") por incluir temas recopilados de su álbum debut y de A New Journey, aunque los temas incorporados de estos álbumes fueron producidos nuevamente, el disco no se categorizaría como un recopilatorio.
Las vocalistas en The Greatest Journey son Chloë Agnew, Órla Fallon, Lynn Hilary, Lisa Kelly, Méav Ní Mhaolchatha y la violinista Máiréad Nesbitt.

## Lista de temas
| The Greatest Journey |                                                        |                                                         |          |  |
| N.º                  | Título                                                 | Intérprete(s)                                           | Duración |  |
| 1.                   | «The Call»                                             | Agnew, Fallon, Hilary, Kelly, Ní Mhaolchatha, Nesbitt   | 4:19     |  |
| 2.                   | «Pie Jesu»                                             | Agnew, Hilary, Nesbitt                                  | 3:31     |  |
| 3.                   | «Harry's Game»                                         | Órla Fallon                                             | 2:32     |  |
| 4.                   | «The Butterfly»                                        | Máiréad Nesbitt                                         | 3:02     |  |
| 5.                   | «The Voice»                                            | Lisa Kelly                                              | 3:07     |  |
| 6.                   | «Danny Boy»                                            | Méav Ní Mhaolchatha                                     | 3:26     |  |
| 7.                   | «Orinoco Flow»                                         | Fallon, Kelly, Ní Mhaolchatha                           | 3:33     |  |
| 8.                   | «You Raise Me Up»                                      | Agnew, Fallon, Hilary, Kelly, Nesbitt                   | 4:42     |  |
| 9.                   | «Shenandoah · The Contradiction»                       | Máiréad Nesbitt                                         | 4:04     |  |
| 10.                  | «The Isle Of Inisfree»                                 | Órla Fallon                                             | 3:29     |  |
| 11.                  | «Dúlaman»                                              | Méav Ní Mhaolchatha                                     | 3:06     |  |
| 12.                  | «Green The Whole Year Round»                           | Lisa Kelly                                              | 4:49     |  |
| 13.                  | «Ave Maria»                                            | Chloë Agnew                                             | 2:55     |  |
| 14.                  | «The Sky And The Dawn And The Sun»                     | Agnew, Fallon, Kelly, Nesbitt, Ní Mhaolchatha, Westenra | 5:21     |  |
| 15.                  | «Somewhere»                                            | Agnew, Fallon, Kelly, Ní Mhaolchatha                    | 2:14     |  |
| 16.                  | «Beyond The Sea»                                       | Agnew, Fallon, Kelly, Nesbitt, Ní Mhaolchatha, Westenra | 3:21     |  |
| 17.                  | «Mo Ghile Mear (Live From Slane Castle) (Bonus Track)» | Agnew, Fallon, Kelly, Nesbitt, Ní Mhaolchatha, Westenra | 5:06     |  |
| 18.                  | «Spanish Lady (Live From Slane Castle) (Bonus Track)»  | Agnew, Fallon, Kelly, Nesbitt, Ní Mhaolchatha, Westenra | 2:18     |  |
| 64:55                |                                                        |                                                         |          |  |

### Edición Delujo Japonesa
| The Greatest Journey (Japanese Edition) |                                                         |                                                         |          |  |
| N.º                                     | Título                                                  | Intérprete(s)                                           | Duración |  |
| 17.                                     | «Mo Ghile Mear (Live From Slane Castle) (Bonus Track)»  | Agnew, Fallon, Kelly, Nesbitt, Ní Mhaolchatha, Westenra | 5:06     |  |
| 18.                                     | «At The Céili (Bonus Track exclusivo para Japón)»       | Fallon, Kelly, Nesbitt, Ní Mhaolchatha                  | 4:55     |  |
| 19.                                     | «Spanish Lady (Live From Slane Castle) (Bonus Track)»   | Agnew, Fallon, Kelly, Nesbitt, Ní Mhaolchatha, Westenra | 2:18     |  |
| 20.                                     | «Walking In The Air (Bonus Track exclusivo para Japón)» | Chloë Agnew                                             | 3:39     |  |
| 73:29                                   |                                                         |                                                         |          |  |

## The Greatest Journey - Essential Collection DVD
The Greatest Journey - Essential Collection fue publicado en DVD el 30 de enero de 2008. El DVD contó con las vocalistas Chloë Agnew, Órla Fallon, Lisa Kelly, Méav Ní Mhaolchatha, Hayley Westenra y la violinista Máiréad Nesbitt. El video sigue el mismo formato que el CD recopilando temas incluidos en los repertorios de los conciertos anteriores, en el teatro Helix en 2004 y el exitoso concierto en el Castillo de Slane en 2006. Algunos de los temas fueron presentados como montajes de imágenes de ambos conciertos, como Orinoco Flow, mientras que otros temas fueron parcialmente abreviados como Mo Ghile Mear.

### DVD
1. Mo Ghile Mear
2. The Prayer
3. Harry's Game
4. The Butterfly
5. Green The Whole Year Round
6. Orinoco Flow
7. Walking In The Air
8. Danny Boy
9. The Voice
10. Scarborough Fair
11. Granuaile's Dance
12. Isle Of Inisfree
13. Sing Out!
14. Over The Rainbow
15. The Sky And The Dawn And The Sun
16. May It Be
17. One World
18. Dúlaman
19. Newgrange
20. At The Céili
21. Shenandoah · The Contradiction
22. Caledonia
23. Somewhere
24. The Soft Goodbye
25. Nella Fantasia
26. Spanish Lady
27. You Raise Me Up

- The Story So Far (Documental)

### Especial de PBS
1. Mo Ghile Mear
2. Someday
3. Newgrange
4. The Butterfly
5. Orinoco Flow
6. Walking In The Air
7. Danny Boy
8. The Voice
9. Isle Of Inisfree
10. Sing Out!
11. The Sky And The Dawn And The Sun
12. May It Be
13. One World
14. Dúlaman
15. At The Céili
16. Shenandoah · The Contradiction
17. Somewhere
18. The Soft Goodbye
19. Spanish Lady
20. You Raise Me Up

## Celtic Woman: The Story So Far
El DVD también incluye un documental de 55 minutos titulado The Story So Far el cual sigue la historia del grupo desde su creación en 2004 hasta su presentación en el especial de PBS A Christmas Celebration Live From Dublin en 2007 y su posterior gira por Norteamérica a principios de 2009, como también un avance de lo que será su siguiente DVD y especial de PBS Songs From The Heart filmado en el Powerscourt House en el verano de 2009.
Chloë Agnew, Órla Fallon, Lisa Kelly, Máiréad Nesbitt, Lynn Hilary y Alex Sharpe fueron entrevistadas como parte del documental, al igual que el gerente general de Celtic Woman Ltd., Scott Porter y el director y compositor David Downes entre otros. Deirdre Shannon sólo apareció en una breve sección de entrevistas de la gira por Norteamérica en 2005, Méav Ní Mhaolchatha sólo apareció durante un breve segmento de la entrevista del álbum A Christmas Celebration. Hayley Westenra quien estuvo presente en el álbum A New Journey no dio ninguna entrevista.
The Story So Far abarca desde su presentación en el teatro Helix en 2004 y su respectiva gira la cual se llevó a cabo en Norteamérica, su presentación en el castillo de Slane en 2006 y su siguiente presentación en el Helix con motivo del lanzamiento de su álbum A Christmas Celebration entre otros eventos. También se aprecian las sesiones de grabación con las chicas y otra sesión de grabación con el conductor de la Irish Film Orchestra, John Page (amigo de David Downes), la orquesta, y Máiréad, todo esto durante las grabaciones preliminares de las melodías para A New Journey a principios de 2006.